# Kovács Albert (teológus)
Székelykeresztúri Kovács Albert (Mezőbánd, 1838. augusztus 8. – Budapest, 1904. február 4.) teológus, 37 éven át a Budapesti Református Teológiai Akadémia tanára, országgyűlési képviselő.

## Élete
Kovács János és mezőbándi Kovács Mária fia, Kovács Ödön tanár bátyja. Mezőbándon született, ahol jeles jogtudós apja törvényszéki bíró volt és 1848–49-ben a marosvásárhelyi vár parancsnoka és a vérbiróság elnöke; ezért és mert az abszolút kormány alatt hivatalt nem vállalt, a szabadságharc után pedig súlyos hadi sarcot kellett szenvednie, mely szerény földbirtokát felényire apasztotta; csak nehéz gonddal tudta hat fiát taníttatni. Kovács Albert a gimnáziumot a marosvásárhelyi református iskolában, a teológiát a kolozsvári református teológiai akadémián végezte 1861-ben. Ezután két évig a kolozsvári református gimnáziumban latin nyelvet és matézist tanított.
Innét külföldi egyetemekre ment és 1863 őszén az Utrechti Egyetem hallgatója lett, ahol két évet és a göttingenin félévet töltött, teológiai és bölcseleti tárgyakat, vegytant, fiziológiát és jogot is hallgatott. 1865 őszén a hazába visszatérvén a pesti református teológiai akadémiához az egyházjogtan tanszékére kapott meghívást és ezt el is fogadta. Több mint 30 évig a kerületi gyűlések jegyzője, 1889-től kerületi tanácsbíró és több mint 15 évig az egyetemes konventen is képviselő volt; mintegy 23 évig az erdélyi református egyházkerületi gyűléseken is, valamint a református egyház mindkét (debreceni és budapesti) egyetemes zsinatán egyházi képviselő volt. 1881-től 1896-ig, három cikluson szülőföldének, egyen a kovásznai kerületnek országgyűlési képviselője volt, ahol előbb a közoktatási később a pénzügyi bizottság tagja és a nemzeti párt alelnöke volt. 1871-ben létesítette a magyarországi protestáns egyletet, melynek titkári tisztét is vitte az egylet 12 évi fennállása alatt.

## Írásai
Cikkei a kolozsvári ifjusági Almanachban (1861. II. József császár), a Protestáns Egyházi és Iskolai Lapban (1865. A hollandi református egyházról és azután sok cikket írt a lapba); az általa szerkesztett és egyéb egyházi lepokban és folyóiratokban 1880-ig megjelent dolgozatai túlnyomóan egyházjogi, egyháztársadalmi s egyházpolitikai tartalmúak; essay-szerű czikket is sokat írt. 1881 előtt is dolgozótársa volt a Reformnak, Korunknak és a Pesti Naplónak, melyekre tárczákat és politikai czikkeket írt névtelenül; 1881-től azonban csupán politikai cikkeket írt saját neve alatt a Pesti Naplóba, Nemzeti Ujságba, a kolozsvári Ellenzékbe, az Erdélyi Hiradóba, Budapesti Hirlapba (1897. A fuzió, vezérczikkek), s a Budapester Tageblattba; cikkei a Prot. Tudom. Szemlében (1869. Savonarola becsületének helyreállítása sat.), az Egyházi Reformban (1871. Minden papnak reformátornak kell lenni. Reformegyletekről, 1872-73. A magyar protestáns énekeskönyv, A protestantismus és a véleményszabadság, A konvent kérdéséhez, Beszéde a ref. egyházi conventen); a Pesti Naplóban (1892. szept. Az oláh kérdés); ugyanezen kérdésről a Nemzeti Ujságban (1894. 3 közlés és júl. Nemzeti politika c. 3 cikk) sat. Országgyűlési beszédei a Naplóban és a napilapokban, néhány közülök külön füzetben is; nagyobb részök közoktatásügyi, pénzügyi s egyházpolitikai tárgyú; de a napi politika fontosabb kérdéseihez is hozzá szólott.

## Munkái
- Mi haszna volt a kormánynak a választásoknál a kath. papság korteskedéséből? Pest, 1869
- Alakítsunk egyházi reformegyletet. Uo. 1870
- A magyarországi protestáns egylet és a debreczeni Figyelmező. Ugyanott, 1872 (különnyomat az Egyházi Reformból)
- Adalékok a legujabb theologia történetéhez. Schwarz K. után ford. Uo. 1872
- Keresztyén dogmatika Lang Henrik után ford. Kereszturi Sándor álnév alatt. Bpest, 1876 (Protestáns Theológiai Könyvtár XI.)
- A dunamelléki ref. egyházkerület népiskoláinak tanterve. Uo. 1878
- A dunamelléki ref. középiskolák igazgatására vonatkozó szabályok. Uo. 1878
- Iskolai törvény a budapesti ref. theologiai tanintézetben. Uo. 1878
- Egyházjogtan különös tekintettel a magyar protestáns egyház jogi viszonyaira. Bpest, 1879 (Protestáns Theológiai KönyvtárIV. Ism. Bud. Szemle XXII. 1880., Prot. Egyh. és Isk. Lap.)
- A keresztyén egyház a IV-VI. században Dr. Baur F. Ch. után ford. Kereszturi Sándor. Uo. 1879 (Protestáns Theológiai Könyvtár XV.)
- A magyar protestáns egyháztöténelem megírása ügyében tett lépések. Uo. 1879
- A dunamelléki ref. egyházkerület 1880. máj. 22. és köv. napjain Budapesten tartott gyűlésének jegyzőkönyve. Uo. 1880
- Ugyanaz 1881. okt. 15-18... Uo. 1881
- A budapesti ref. theologiai akadémia törvényei. Kiadta ... Uo. 1889

Szerkesztette a Protestáns Egyházi és Iskolai Lapot 1869-től 1871 közepéig; az Egyházi Reformot 1871-74-ben; a Magyarországi protest. egylet Évkönyvét 1871., 1872. és 1874. három évf., a Keresztyén Családot Farkas Józseffel 1872-1873-ban; az Egyházi szemlét 1875-1876-ban; a Protestáns Theológiai Könyvtár XVIII. kötetét 1874-98-ig és Farkas Józseffel a Protestáns Árvaházi Képes Naptárt 1874-re és 1875-re Budapesten.